# J. Courtney Sullivan

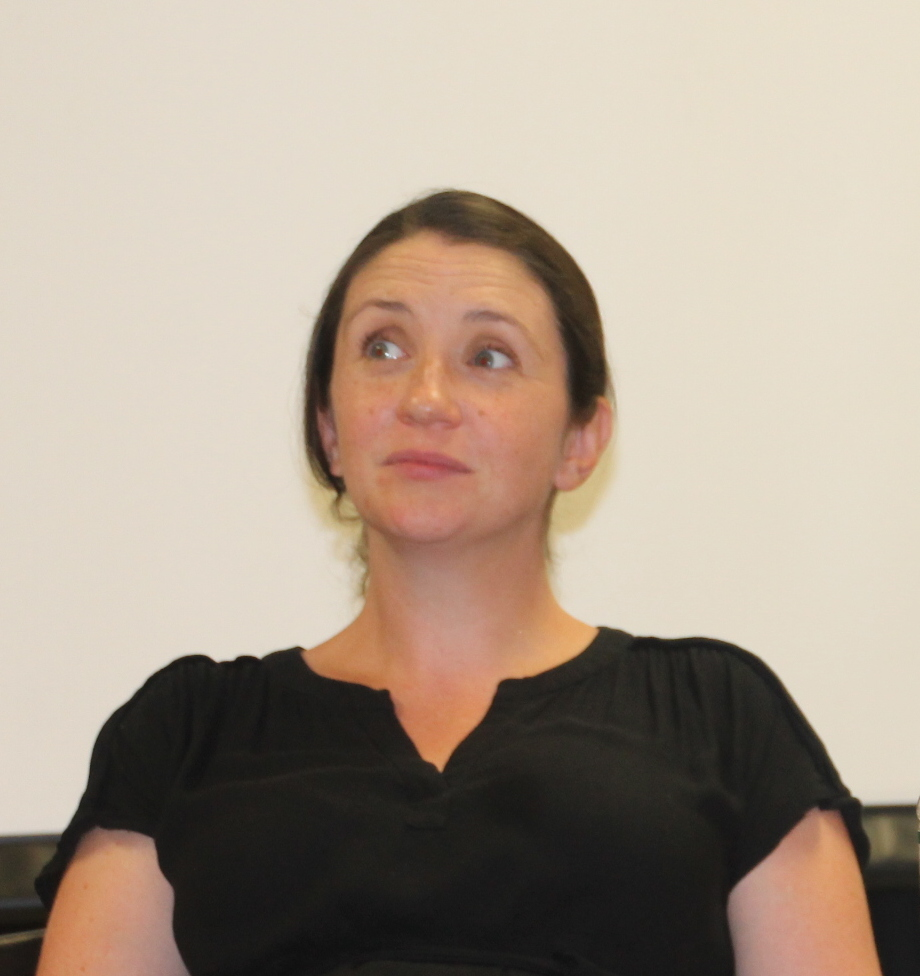
J. Courtney Sullivan

Julie Courtney Sullivan  (* 1982) ist eine US-amerikanische Journalistin und Schriftstellerin.

## Leben
J. Courtney Sullivan besuchte das Smith College in Northampton, Massachusetts, wo sie bereits kleinere Literaturpreise errang. Nach ihrer Graduierung 2003 ging sie nach New York City und arbeitete für das Magazin Allure und drei Jahre lang für die The New York Times. Ihre Beiträge wurden auch im The New York Times Book Review, in der The Chicago Tribune, im New York Magazine, in The New York Observer, Men's Vogue, Elle und Glamour gedruckt. 2007 schrieb sie einen Ratgeber für das Dating. Sie schrieb zwei weitere Sachbücher und bis 2013 drei Romane, von denen im Jahr 2014 zwei ins Deutsche übersetzt vorliegen.
Sullivan bezeichnet sich als Feministin und engagiert sich gegen den sexuellen Missbrauch von Kindern.
Sullivan lebt mit ihrem Mann Kevin Johannesen in Park Slope, Brooklyn.

## Werke (Auswahl)
- The Engagements : a novel. New York, Alfred A. Knopf, 2013
  - Die Verlobungen. Roman. Aus dem Amerikan. von Henriette Heise.  Wien, Deuticke, 2014
- Maine : a novel . New York, Alfred A. Knopf, 2011
  - Sommer in Maine. Roman. Aus dem Amerikan. von Henriette Heise. Wien, Deuticke, 2013
- mit Courtney E. Martin: Click: When We Knew We Were Feminists. Berkeley, Calif., Seal Press, 2010
- Commencement : a novel. New York, Alfred A. Knopf, 2009
  - Aller Anfang. Roman. Aus dem Amerikan. von Henriette Heise. Wien, Deuticke, 2019
- Dating Up: Dump the Schlump and Find a Quality Man. New York, Warner Books, 2007